# Світшот

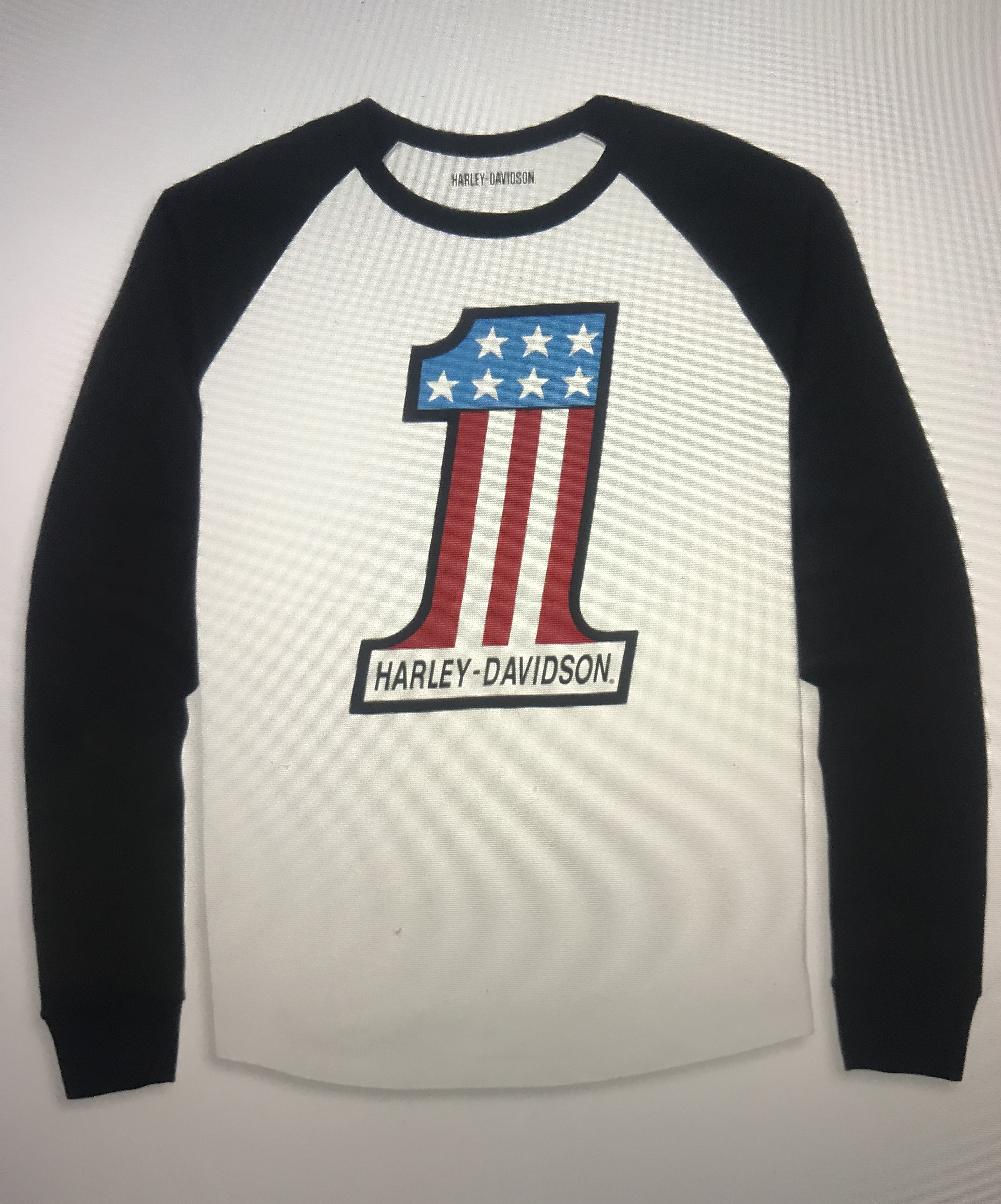
Світшот із рукавом реглан і брендом Harley-Davidson

Світшот (англ. sweatshirt [ˈswɛtʃəːt]) — пуловер із довгими рукавами, виготовлений із товстого, зазвичай бавовняного матеріалу. Світшоти — це майже виключно повсякденний одяг, і тому вони не такі ошатні, як деякі светри . Світшоти можуть мати або не мати капюшона. Світшот з капюшоном тепер зазвичай називається худі, хоча більш офіційні засоби масової інформації все ще використовують термін «світшот з капюшоном».

## Історія
У 1920 році Бенджамін Рассел-молодший, захисник футбольної команди Alabama Crimson Tide Football, втомився від постійного натирання та свербежу, викликаного їхньою вовняною футбольною формою.  Він працював зі своїм батьком, чия компанія Russell Manufacturing Company виробляла жіночий і дитячий трикотажний одяг, щоб придумати кращий варіант.  Вони створили товстий бавовняний тренувальний трикотаж, який був модифікацією верху жіночого спільного костюма .  Ці вільні пуловери без коміра були першими світшотами. Новим підрозділом компанії, що зосереджується виключно на виробництві світшотів, стала Russell Athletic Company .
Потенціал світшотів як портативного рекламного інструменту був відкритий у 1960-х роках, коли університети США почали друкувати на них свої назви, щоб продемонструвати гордість школи. Світшот разом із футболкою забезпечувала дешевий і ефективний спосіб поширення інформації в масовому масштабі. Завдяки відносній простоті пристосування та потужності кмітливої графіки в поєднанні з крилатими фразами, світшоти стали засобом особистого самовираження як для дизайнера, так і для користувача. 
В Австралії цей светр називають «Неохайний Джо» (англ. Sloppy Joe).